# 天山软紫草
天山软紫草（学名：Arnebia tschimganica）为紫草科软紫草属的植物。分布于乌兹别克、俄罗斯以及中国大陆的新疆等地，生长于海拔1,000米至2,000米的地区，多生于山坡草地或河滩灌丛下，目前尚未由人工引种栽培。

## 异名
- Ulugbekia tschimganica (B. Fedtsch.) Zak.